# Dioctria vainsteini
Dioctria vainsteini is een vliegensoort uit de familie van de roofvliegen (Asilidae). De wetenschappelijke naam van de soort is voor het eerst geldig gepubliceerd in 1999 door Pavel Lehr.